# Горска чучулига
Горска чучулига (Lullula arborea) е името на дребна птица от семейство Чучулигови (Alaudidae), разред Врабчоподобни (Passeriformes). Дължината на тялото и е около 15 cm, размаха на крилете 30 cm и тежи около 25 гр. Оперението ѝ е с характерната за семейството маскировъчна окраска от кафяво, жълтеникаво и черно. Подобно на другите чучулиги ходи по земята, я не подскача. Няма изразен полов диморфизъм. По време на разможителния период, пеейки лети на височина над 100 m над земята.

## Разпространение
Среща се в Европа, (включително България), Азия, и в планинските райони на северна Африка. Обитава гористи, планински и открити райони, предпочита такива с борови гори. Популациите обитаващи райони със студен климат са прелетни.

## Начин на живот и хранене
Води предимно наземен начин на живот. Храни се най-често с дребни безгръбначни и насекоми.

## Размножаване
Гнездото е на земята и е добре приготвено, и изплетено от сухи треви. Снася 4 – 6 бели напръскани с кафеникави, сиви и черни петънца яйца. Те имат размери 21х16 mm. Мъти 13 – 15 дни. Малките се развиват бързо и след около 14 – 15 дни напускат гнездото. Родителите им ги хранят предимно с насекоми. Годишно може да отгледа до 2 люпила.

## Допълнителни сведения
В България е защитен от закона вид.